# Oslo Vikings
Oslo Vikings AFC ist ein American-Football-Verein aus Oslo, Norwegen. Die Vikings sind mit 15 Titeln Rekordmeister in Norwegen. Seit 2024 treten die Vikings in der schwedischen Superserien an.
Der Verein wurde 1986 als Westside Vikings gegründet, 1992 wurde der aktuelle Name angenommen.  Seit 2010 spielt der Verein im Frogner Stadion.

## Geschichte
Die Vikings wurden im September 1986 in Oslo von einer Gruppe von Spielern gegründet, die zuvor für Teams verschiedener Oberschulen gespielt hatten. Die Westside Vikings waren damit einer der ersten American-Football-Vereine Norwegens. Mit dem ältesten Verein Oslo Killer Bees und den Kolbotn Kodiaks gründeten sie den Norges Amerikansk Fotball Forbund (NoAFF). Seit 1989 haben die Vikings Jugendteams.
Nachdem die Vikings die ersten vier Meisterschaftsfinals gegen die Trolls verloren hatten, gelang ihnen unter Head Coach Mark Troop 1990 der erste Finalsieg gegen die Trolls. Ihm folgten zwei weitere Meisterschaften 1991 und 1992. Erstmals nimmt man an einem internationalen Wettbewerb teil: in der European Football League 1992 scheiterte man in der ersten Runde an den East City Giants Helsinki. Von 1993 bis 1998 lautete das nationale Finale sechs Mal in Folge Trolls gegen Vikings, wobei die Vikings erst die letzte Begegnung 1998 unter Head Coach Val Gunn gewinnen konnten. Wieder folgten zwei weitere Meisterschaften. In der Gruppenphase des Euro Cup 1998, des zweithöchsten europäischen Wettbewerbs, belegte man den dritten Platz hinter den Trolls. In der Saison 1999 konnte man die Gruppenphase gewinnen und zog ins Finale des Euro Cup ein, wo man in Brüssel den London O’s mit 6:12 unterlag. In der Saison 2000 nahm man wieder an der ELF teil. Gegen die Aarhus Tigers gelang ein Sieg und eine Niederlage, den Stockholm Mean Machines dagegen unterlag man deutlich. 2001 zog man die Meldung für die ELF zurück.
Nachdem man 2001 erstmals den Eidsvoll 1814s im Finale unterlegen war, eine weitere nationale Meisterschaft 2002. In der Saison 2003 fand das erste norwegische Meisterschaftsfinale ohne die Vikings statt. Erst 2006 standen die Vikings wieder im Finale, welches sie wie in den folgenden Jahren bis 2010 gegen die Eidsvoll 1814s verloren. Seit 2006 stand wieder Coach Gunn an der Seitenlinie. Mit ihm nimmt man am EFAF Cup 2007 teil. Dort gelingt ein überraschender 18:13-Sieg bei den Berlin Adler. Nach einem 21:27 zu Hause gegen die Amsterdam Crusaders scheidet man jedoch aus dem Wettbewerb aus. 2008 nehmen die Vikings am höchsten europäischen Wettbewerb European Football League teil. Nach einer Niederlage gegen die Coventry Jets beendet man die Gruppenphase auf Platz 2. Beim EFAF Cup 2009 landet man nach zwei Niederlagen auf dem letzten Platz.
2011 folgte mit dem Finalsieg unter Head Coach Marques Anderson gegen die 1814s die inzwischen achte Meisterschaft der Vikings, gefolgt von einem weiteren Finalsieg gegen die Kristiansand Gladiators 2012.
Nach drei Jahren ohne Finalteilnahme standen die Vikings von 2016 bis 2023 wieder immer im Finale (außer in der ausgefallenen Saison 2020 sowie in der Saison 2021, in der die Play-offs entfielen) und gewannen in dieser Zeit sechs weitere Titel – nur 2022 unterlag man den 1814s. Die Teilnahme an der IFAF Northern European Football League 2018 endet dagegen in zwei Niederlagen.
In der Spielzeiten 2022 und 2023 nehmen die Vikings am neu gegründeten Scandinavian Cup teil. In der Saison 2022 verliert man gegen zwei schwedische Mannschaften, nur gegen die 1814s gelingt ein Sieg. Auch 2023 verlieren die Vikings die beiden Spiele gegen die Örebro Black Knights, können aber gut mithalten. Zur Saison 2024 wechselten die Vikings als einzige norwegische Mannschaft in die schwedische Superserien. Nach einigen Startschwierigkeiten konnte man die erste reguläre Saison mit drei Siegen aus sieben Spielen abschließen. Damit qualifizierte man sich für die Playoffs, wo man im Viertelfinale die Örebro Black Knights besiegte und im Halbfinale am späteren Meister Carlstad Crusaders scheiterte.